# 顔だけ先生
『顔だけ先生』（かおだけせんせい）は、2021年10月9日から12月18日まで東海テレビ・スイッチ共同製作、フジテレビ系「土ドラ」で放送されていたテレビドラマ。主演は神尾楓珠。とある高等学校に非常勤講師として赴任してきた若手男性教師が「顔だけ先生」と揶揄され学校全体を混乱に巻き込みながらも、生徒たちの人生観を変えていくさまを描く。
なお、本作より枠名称が「オトナの土ドラ」から「土ドラ」に変更されることも併せて発表された。本作品は通常は2か月（8 - 9回程度）をひとくくりとしている「（オトナの）土ドラ」シリーズとしては、2021年度1月期の『その女、ジルバ』以来3作目の1クール（3か月・計11回）作品である。

## あらすじ
私立菊玲学園高等学校2年の学年主任・亀高千里は、教師のワークライフバランスを保つため、非常勤講師・遠藤一誠を採用した。
だが、遠藤はルックスこそ良いものの、自由奔放な性格で教師らしいことは一切しない非常識な教師だった。その為周囲からは、「顔だけ先生」と揶揄されるも、独自の発想で学校内のトラブルを次々と解決していく。

## キャスト

### 主要人物
遠藤一誠（えんどう いっせい） 〈24〉
演 - 神尾楓珠
本作の主人公。通称、顔だけ先生。私立菊玲学園高等学校に赴任してきた非常勤講師。何より心がワクワクすることに全集中な自分ファーストの日本史教師。自分の時間を守るため、お金をたくさん稼ぐことや、うわべだけの付き合いで無駄な時間を過ごすことは選ばない。自分でも数えきれないほどの趣味を持っていて、その多くは自然を楽しむことに通じ、身近なものや廃材で手作り感あふれる工作を得意としている。愛用の自転車はたいそう古めかしく、謎に大きなバッグを常備している。自分に正直で嘘がないので、TPO問わず思ったことをすぐ口に出す。時に周囲の混乱を招くその発言は、適当なようで、的を射ていることもだが、問題をさらに大きくすることがほとんど。遠藤が放つ一言は生徒の人生観を変えている。かつては瓜田とともにブラック企業に就職していて、辞めた直後は人生に絶望してホームレスを経験していたが、現在もアドレスホッパーである。一日330円で生活をやりくりしており、五千円を持っていない。米にソースをかけたり、魚にグラニュー糖をかけたりするのが好きだが、酒には弱い。
亀高千里（かめたか ちさと） 〈33〉
演 - 貫地谷しほり
本作のヒロイン。私立菊玲学園高等学校の2年の学年主任。生物教師。諸般の事情により2年の学年主任をまかされている。生徒ファーストで、真面目で責任感が強いが故に、他の先生と比べても明らかに抱え込みすぎており、自分の優先順位は低く、家に仕事を持ち帰る事もしばしばある。いくら時短生活を実践しても、潤いが足りない生活を送っていた。遠藤が来たことで仕事量を改善できると期待したが、逆に問題が増え苦悩することとなる。他にも管理職としての職場のストレス、将来への不安、自らに対する焦りなど現代女性らしい悩みを抱えている。しかし、遠藤に触れることで、教師として、人として、少しずつ「自然体」を取り戻していく。タイ人アイドルの"ロムルクパッド・ラチャブリー"の筋金入りのファン。ラチャ様の愛称で推しており、ラチャ様グッズを遠藤にいたずらされることに憤慨する。

### 私立菊玲学園高等学校

#### 教師
川相公次郎 〈48〉
演 - 八嶋智人
教頭。亀高が生徒ファーストに対し、”保護者ファースト”。理事長から自分が減点の評価を受けないよう、面倒事は全て亀高に押し付ける。徹底的に自分の考えを主張せず、問題が起きたときも決断しないことで、今の地位を築き上げた。部下や生徒のためと言いつつ、実質は自分を守るための発言、通称”防言”のスペシャリスト。遠藤には言い負かされることが多い。教師人気ワースト1らしい。
小畑友理佳 〈24〉
演 - 阿部華也子
英語教師。さとり世代らしい安定志向から教職免許を取った。学校では日々のハードワークに音をあげながらも、亀高とは対照的に女子力を備えている。元々イケメン好きだった事もありつつ、遠藤が独自のロジックで、慣習的にやっていた無駄な仕事を拒むのにシンパシーを感じるようになる。
早坂優一 〈33〉
演 - 三浦涼介
音楽教師。亀高と同じ年であることもありつつ、ゲイであることをカミングアウトするきっかけを亀高が作ってくれたこともあり、二人は親友。亀高にとっても、学校内で唯一心を許せる相手なので、日々川相教頭や遠藤の愚痴を言っている。学年主任になってより一層頑張り過ぎている亀高を心から心配している。シャツを第一ボタンまで止めるのはポリシー。
藤嶋啓介〈36〉
演 - 笠原秀幸
数学教師。物事が計算通りに進むことを好む。遠藤がマイペースで楽しそうにしていることを敵対心（高学歴ゆえの劣等感か）を持ち、常にマウントする。年齢的には、亀高でなく自分が学年主任になるはずだったのにという嫉妬心も抱えている。
中村淳〈44〉
演 - 和田聰宏（幼少期：根本葵空）
国語教師。漢字説教を好む。教育基本法、拘校則などあらゆるルールの知識を披露し、自分の理想の学校像をやたら語りたがるので、周りからはウザがられている。元々、亀高の前の学年主任だったが、そのとき凛空に軽傷を負わせてしまったことが原因で、凛空の父である蟹江安樹に訴えられる。今なお裁判が続いており、夫婦仲も冷え切っている。川相からすべての業務から外れるよう命じられ、現在はいわゆる『職員室登校』状態。その実、安樹とは小学校時代の同級生であり、安樹をいじめていた過去がある。安樹との和解後は川相からの命令を取り下げられたのか授業をしている描写がある。
新垣翔平
演 - 沢井正棋
倉本崇史
演 - 松谷優輝
宮島正治
演 - 水元まこと
体育教師。
成島一平
演 - 平野洋
小泉千春
演 - 北由紀代
柴田早苗
演 - 大塚かよ

#### 2年B組の生徒
赤羽潤平（あかばね じゅんぺい）
演 - 植村颯太
陸上部のエースで、大会に向けてのプレッシャーと闘っている。第5話で教材会社の営業担当・瓜田が取ったアンケートに「死にたい」と書いたのではないかと疑われた。授業中はよく寝ている。第8話未公開映像では、未経験の走り幅跳びで都大会優勝を果たした模様。
市川大輔（いちかわ だいすけ）
演 - 櫻井海音
中学時代からの仲良し5人組の一人だが、父親が借金を残して失踪しており、病床の母のためにアルバイトをしている。第3話にて、「母が死んでしまうと天涯孤独になってしまうため」との理由で、働きに出て退学することを宣言。ほどなくして母は死去するが、工場への就職を果たす。
糸井綿音（いとい わたね）
演 - 宮野陽名
今日子や舞らオシャレ女子3人組として面白おかしく過ごしている。第5話で教材会社の営業担当・瓜田が取ったアンケートに「死にたい」と書いたことが判明してしまう。
大久保翼（おおくぼ つばさ）
演 - 前川佑
軽音部所属でミュージシャン志望。アーティスト気質で、時に一匹狼な一面もある。
演じている前川は本作が俳優デビュー作であり、生徒役の中では最年少である。
小野寺今日子（おのでら きょうこ）
演 - 景井ひな
学業の傍らJK社長としての顔も持つ。物事を俯瞰で見るのに長けているが、恋愛に関しては不器用。
景井はこのドラマの主題歌 「風来」の公式MVにも出演している。
蟹江凛空（かにえ りく）
演 - 三浦獠太
軽音部所属。第4話では授業中にヘッドホンを着けながら突然歌い出す。クセの強い家族のことは好き。
川嶋葵（かわしま あおい）
演 - 上乃爽
バドミントン部所属。優等生でこそないが勉強は好き。第11話では涼介・彩美・りん菜と共に、学生服に身を包んだ遠藤・亀高・川相を取り囲んだ。
木村涼介（きむら りょうすけ）
演 - 林タケル　
生物部所属。将来は生物学者になることが夢。生徒会長に立候補するが、後に取り下げた。第11話では彩美・葵・りん菜と共に、学生服に身を包んだ遠藤・亀高・川相を取り囲んだ。
吉良太郎（きら たろう）
演 - 大政凜
園芸部。控えめでおとなしい性格で、喧嘩や争いは嫌い。部長の朋也とはクラスでも仲良し。元野球部とわかる坊主頭だけが目立っている。第2話では森戸と仲違いし、園芸部員の長峰と共に「男前コンテストを中止しろ」と呼びかけ、学校を波乱に巻き込んだ。
小林樹（こばやし いつき）
演 - 若林時英
おとなしく目立たない存在だが、芯は強い。休み時間も本を読んで過ごすことが多いほど読書家。年の離れた弟がいる。第6話にて、3年担当の国語教師・加藤美佐江との間に子供ができていたことが判明する。
坂本佑太（さかもと ゆうた）
演 - 綱啓永
金髪が印象的なクラスのムードメーカー。中学時代からの仲良し5人組の一人で、「いまどきの高校生」とされている。第9話では次期生徒会長に選出される。
佐川希子（さがわ きこ）
演 - 岡本莉音（第7話、最終話）（幼少期 - 浅田芭路（第7話））
誰にでも挨拶するほど明るかったが、現在は登校拒否を続けている。10年ほど前、超能力少女・奇ル子ちゃんとしてマスコミに取り上げられたという過去がある。遠藤をラブホテルに連れ込み恐喝する。
三条愛佳（さんじょう あいか）
演 - 矢吹奈子（HKT48）
チアリーダー部のエース。中学時代からの仲良し5人組の一人として楽しく過ごしているように見えるが、自分自身が分からない。菊玲学園のオープンスクールの日に、突然隈取メイクを施して登校してくる。以来コスパモンスターと化し荒んだ生活や粗暴な態度を取るようになる。
田中由希（たなか ゆき）
演 - あかせあかり
中学時代からの仲良し5人組の一人。地下アイドルとしても活躍しているためキャリーバッグで登校している。第4話では小畑に「はい」と返事をする練習をさせられたり、第11話では蓮に人質にされるなど、何かと振り回される不思議ちゃん。
内藤みう（ないとう みう）
演 - 清田みくり
絵を描くこととイケメンが好きな文化祭実行委員。
堀舞（ほり まい）
演 - ゴーシュ凜
ノリが良く、映えメイク命のトレンドウォッチャー。
本郷茂（ほんごう しげる）
演 - 滝澤諒
運動神経抜群で、特にダンス・スケートボードはパフォーマーレベル。集団行動は得意ではない。ヘアスタイルにもこだわりがあり、大量のヘアピンはちょこちょこ色を変えているとか。
松永蓮（まつなが れん）
演 - 小宮璃央
中学時代からの仲良し5人組の一人。学級委員長で、東大合格間違いなしの優等生とされている。第11話では由希を人質にして教師たちを脅す。
水原みずき（みずはら みずき）
演 - 田幡妃菜
成績優秀、国の海外留学制度の学校代表候補者。ある日、坊主頭にして登校してくる。実は、アフリカで野生動物の保護で活躍している日本人女性への憧れからの行動であり、その思いを両親や友達に知ってもらうためだったが、周囲の反応は微妙であり、誰にも話せず悩んでいた。しかし、遠藤の「自分が思っているほど周りは自分の事を見ていない」という言葉を聞いて、両親と話し合う。そして、日本で野生動物の保護の勉強をして、将来、アフリカに行くと決意した。第2話では遠藤の拾ってきた猫を引き取るなど、動物に関しては並々ならぬ思いがある。生徒会長に立候補するも、当選には至らなかった。
宮坂大輝（みやさか ひろき）
演 - 宮本龍之介
穏やかな性格の優等生。第8話にて、突然翼のミュージシャンへの道を手助けすることとなる。第9話では謎のウィッグを被って登校する。
本橋彩美（もとはし あやみ）
演 - 崎本詩織
写真部所属。勉強も好き。面倒見が良く、正義感も持っている。第11話では涼介・葵・りん菜と共に、学生服に身を包んだ遠藤・亀高・川相を取り囲んだ。
本部りん菜（もとべ りんな）
演 - 城所茉莉花
スーパー前向きキャラで、嫌なことがあっても寝て忘れようとするほどのポジティブ思考を持つミーハー。第11話では涼介・彩美・葵と共に、学生服に身を包んだ遠藤・亀高・川相を取り囲んだ。
森戸朋也（もりと ともや）
演 - 長谷川慎（THE RAMPAGE from EXILE TRIBE）
園芸部部長。地味な見た目から学校でのヒエラルキーは最下層。日頃から趣味としていた野菜にマジックで顔を描いた野菜娘を遠藤に褒められたことで、野菜娘コンテストの開催を画策するが、それを発端に大衆の前で園芸部は恥をかいてしまい、園芸部が崩壊してしまう。遠藤の「パッケージが変われば、その価値も変わる」という言葉を聞き、園芸部を復活させ、園芸部のステータスを上げるために、男前コンテストへ応募。メイク、筋トレと努力をし、見違えるような姿になる。しかし、その一方で畑の手入れは疎かになり、太郎たちと喧嘩の後絶交すると告げる。しかし、遠藤とボクシング(遠藤は未経験の森戸より弱かった)をし、「今やっている事が楽しいかどうか。そして楽しむためには全力で目標に向かう」「自分に嘘をつけば、その嘘に最初に気づくのは自分」という遠藤の言葉を聞き、男前コンテストの会場には行かず、園芸部員たちとの友情を回復させた。第9話では祐太を殴ったことで停学を言い渡され、選挙当日に全員欠席するよう仕向ける。
山路美子（やまじ よしこ）
演 - 石井礼美
真面目な生徒だが、自分を「地味子」と自虐する通り、クラスでも目立たない存在。第5話で教材会社の営業担当・瓜田が取ったアンケートに「死にたい」と書いたのではないかと疑われた。父親が自殺したという噂が流れた。希子とは少し仲良くなった。第8話では雑誌の読者モデルとしてデビューを果たす。
公式Tik Tokでもしばしば「やまじみこ」「みこ」と読まれている。

##### 席順
| 内藤みう     | 宮坂大輝   | 本橋彩美   | 市川大輔     |
| 大久保翼     | 川嶋葵     | 坂本祐太   | 木村涼介     |
| 蟹江凛空     | 松永蓮     | 三条愛佳   | 赤羽潤平     |
| 小野寺今日子 | 堀舞       | 本部りん菜 | 田中由希     |
| 糸井綿音     | 水原みずき | 森戸朋也   | 本郷茂       |
| 小林樹       | 山路美子   | 吉良太郎   | （佐川希子） |

希子は第7話にて茂の後ろ、太郎の右に座っている描写を確認。
大輔の退学・座席撤去後は、右一列が前に一つずつ詰められた。

### ゲスト
第1話
- みずきの両親 - 金児憲史 、 楊原京子
- 小林太一
- 中村厚志
- Ali H
- 水瀬りさ

第2話
- 長峰奏(園芸部員) - 林裕太（第5話）
- 御手洗伊世 - 石橋和磨（第6話）
- 山本楽（第6話）
- 吉田来粋
- 中山孟
- 入江怜
- 上野瑚子
- 倉持聖菜
- 菅原愛美

第3話
- 大輔の勤める工場の職員 - 中澤功（第5話、第9話、最終話）

第4話
- 蟹江安樹（凛空の父） - 安井順平
- 凛空の祖母 - 井口恭子
- 凛空の母 - まとばゆう
- 中村の妻 - 広澤草
- 蟹江安樹の幼少期 - 三田一颯
- 保護者 - 福森加織

第5話
- 瓜田 - 百瀬朔
- 野球部所属時代の部員仲間 - 黒川大聖

第6話
- 加藤美佐江 - 野呂佳代
- 樹の母 - 歌川椎子
- 樹の父 - 兒玉宣勝
- 樹の弟 - 山口詠士
- 樹の母の若い頃 - 北村まりこ
- 樹の母の元夫 - 海老根理
- 本田仁美(本人役)

第7話
- 山路敏朗（美子の父） - 熊懐大介
- 路上で希子に話しかけた男 - キャッチャー中澤
- 三島健太
- 山根七星
- 宮崎由佳
- 小林亮介
- 吉田正臣

第8話
- 公民館の職員 - 堀靖明
- 女子小学生 - 本間さえ
- 相川裕滋
- 山口礼子
- キゴちゃん - 梅沢富美男(写真のみの出演)

第10話
- 三条由美子（愛佳の母） - 北川弘美
- 稲田有梨
- 片田陽依
- 坂西将
- 佐藤莉瑚
- 西山和輝
- 谷岡拓爾

最終話
- 立川マリ
- スッアンターS

## スタッフ
- 企画 - 市野直親（東海テレビ）
- 脚本 - 水野宗徳、櫻井智也、秋山竜平、保木本真也、井上テテ
- 音楽 - 木村秀彬
- 主題歌 - 崎山蒼志「風来」（ソニー・ミュージックレコーズ）[8]
- 演出 - 原桂之介、白川士（スイッチ）、八十島美也子
- プロデュース - 後藤勝利（東海テレビ）、中頭千廣（東海テレビ）、池田禎子（スイッチ）
- 制作 - 東海テレビ、スイッチ

## 放送日程
| 話数   | 放送日         | サブタイトル                              | サブタイトル                                    | ラテ欄                                                                       | 脚本                | 演出         |
| 話数   | 放送日         | FOD                                       | EPG欄                                           | ラテ欄                                                                       | 脚本                | 演出         |
| ------ | -------------- | ----------------------------------------- | ----------------------------------------------- | ---------------------------------------------------------------------------- | ------------------- | ------------ |
| 第1話  | 10月09日       | 同調圧力って、なんなんですか?             | 話題沸騰!! 神尾楓珠主演ちょいエモ学園コメディ   | ビショ濡れで登校する教師 VS丸坊主にした女生徒!? 仰天㊙︎理由とは?              | 水野宗徳            | 原桂之介     |
| 第2話  | 10月16日       | 努力は必ず報われる、んですか?             | ランペ長谷川が大変身!? 人は見た目が9割ですか?   | 陰キャの逆襲!! 列島震撼㊙︎肉体美!? 人は見た目が9割なの?                       | 水野宗徳 保木本真也 | 白川士       |
| 第3話  | 10月23日       | お金が無いと、人生、詰みですか?           | HKT矢吹やさぐれ看護師に!? 2031年の同窓会        | ㊙︎変化に一同驚愕!? 10年ぶりの同窓会で起こる悲劇… お金が無いと人生詰みですか? | 櫻井智也            | 原桂之介     |
| 第4話  | 10月30日       | 1回でも失敗したら、人生おしまいですか?    | 音痴が尾崎熱唱!? モンペ暴走で神尾㊙︎コスプレに!! | モンペの要求!! ㊙︎コスプレ授業 幼い頃の1回の失敗で人生終わりなの?             | 保木本真也          | 白川士       |
| 第5話  | 11月06日       | 死にたいって思っちゃダメですか?           | 死にたいって思っちゃダメですか?                 | 殺し屋!? 先生の衝撃的な過去… ㊙︎にたい生徒のSOS学園大パニック!!               | 秋山竜平            | 原桂之介     |
| 第6話  | 11月13日       | 調和の中にいた方が幸せですか?             | 禁断の恋… ルールと調和はどちらが大切ですか?     | 女教師と生徒の禁断の愛!! 調和を守れば幸せですか? 絶景㊙︎課外授業!?            | 櫻井智也            | 白川士       |
| 第7話  | 11月21日（日） | レッテルを貼ってくる人ウザくないですか?   | レッテルを貼ってくる人ウザくないですか?         | 超能力で先生が消えた!? ラブホ鉄拳制裁!! レッテル貼る人ウザくない?            | 保木本真也          | 原桂之介     |
| 第8話  | 11月27日       | 人から認められるにはどうしたらいいですか? | どうしたら人から認めてもらえますか?             | 88％的中占いで絶交… 俳句界の永世名人VS2B!?承認欲求満たしてる?                | 櫻井智也            | 八十島美也子 |
| 第9話  | 12月04日       | 多数派と少数派は共存できますか?           | マジョリティとマイノリティは共存できますか?     | サンタの捕獲で多数派VS少数派問題解決!? 恋の季節に生徒が消えた理由            | 秋山竜平            | 原桂之介     |
| 第10話 | 12月12日（日） | 自分って分からなくないですか?             | 親ガチャ外れた… 自分って分からなくないですか?   | チア部隈取で登校!?親ガチャ外れた… あなたは自分が分かりますか?                | 井上テテ            | 白川士       |
| 最終話 | 12月18日       | 今という時代、どう生きていけばいいですか? | 今という時代、生きづらくないですか?             | 先生が制服の㊙︎理由? 優等生立てこもり!?鬼ごっこは人生の道しるべ               | 櫻井智也            | 原桂之介     |

- 第6話は『土曜プレミアム 映画土竜の唄香港狂想曲』（フジテレビ制作、21:00-23:25）の放送のため、15分繰り下げ（23:55 - 翌0:50）。
- 第7話は当初は通常放送予定だったが、『日本シリーズ第1戦オリックス・バファローズ対東京ヤクルトスワローズ』（フジテレビ制作関西テレビ制作協力、18:00 - 21:59）のため、1時間5分繰り下げ（0:45 - 1:40・日曜日になってからの放送）。
- 第10話は『さんまのお笑い向上委員会集まれ明石家の森!大仮装スペシャル』（フジテレビ制作、23:10 - 翌0:10）のため、30分繰り下げ（0:10 - 1:05・日曜日になってからの放送）。